# Вырбово (Хасковская область)
Вырбово (болг. Върбово) — село в Болгарии. Находится в Хасковской области, входит в общину Харманли. Население составляет 423 человека.

## Политическая ситуация
В местном кметстве Вырбово, в состав которого входит Вырбово, должность кмета (старосты) исполняет Тодор Иванов Ванев (ВМРО — Болгарское национальное движение) по результатам выборов.
Кмет (мэр) общины Харманли — Михаил Христов Лисков (коалиция трёх партий: Болгарская социалистическая партия, Болгарская социал-демократия, политический клуб «Фракия») по результатам выборов.